# Cerebratulus urticans
Cerebratulus urticans är en djurart som tillhör fylumet slemmaskar, och som först beskrevs av Müller 1854.  Cerebratulus urticans ingår i släktet fläsknemertiner, och familjen Cerebratulidae. Inga underarter finns listade i Catalogue of Life.